# 마오 (차드)
마오(Mao)는 차드의 도시로 카넴 주의 주도이다. 마오는 차드에서 16번째로 인구가 많은 도시이며, 다른 차드의 지역과 똑같게 술탄의 통치를 받는다.
사하라 사막의 경계에서, 마오의 지형은 모래 언덕과 드문 드문 한 식물로 표시된다.

## 인구
| 년도 | 인구   |
| ---- | ------ |
| 1993 | 13,277 |
| 2008 | 19,004 |

## 위치
마오는 차드호와 가깝다.

## 종교
마오의 거주자 대부분은 이슬람교이다.
하지만 가톨릭과 개신교 거주자도 있다.

## 공항
마오 공항이 있긴 하지만, 운행은 하지 않는다.